# Loubaba Ben Chouba
Loubaba Ben Chouba, née le 21 août 1985, est une haltérophile tunisienne.

## Carrière
Loubaba Ben Chouba participe aux Jeux africains de 2003 à Abuja, où elle remporte une médaille de bronze au total dans la catégorie des moins de 58 kg, aux championnats d'Afrique 2004 à Tunis, où elle est médaillée d'or à l'arraché, à l'épaulé-jeté et au total dans la catégorie des moins de 58 kg, et aux Jeux méditerranéens de 2005 à Almería. Elle est médaillée d'or dans la catégorie des moins de 58 kg aux championnats d'Afrique 2005. Elle est également médaillée lors des championnats d'Afrique 2006 à Casablanca.
Elle obtient la médaille de bronze à l'épaulé-jeté dans la catégorie des moins de 69 kg aux Jeux africains de 2007 à Alger.